# Natalie Griffin de Blois
Natalie Griffin de Blois (2 de abril de 1921 - 22 de julio de 2013) fue una arquitecta estadounidense. Inició su carrera en la arquitectura en 1944, logrando reconocimiento en un área dominada por hombres. Fue socia por muchos años de la firma Skidmore, Owings and Merrill.  Sus trabajos notables incluyen la sede de Pepsi Cola, el rascacielos Lever House y el edificio de Union Carbide en la ciudad de Nueva York, el edificio Equitable Building en Chicago y la sede de la Connecticut General Life Insurance Company en Bloomfield, Connecticut. Luego fue docente de arquitectura en la Universidad de Texas en los años 1980 y 1990.

## Biografía

### Primeros años
De Blois nació en Paterson, Nueva Jersey, en una familia de tres generaciones de ingenieros. Se empezó a interesar en la arquitectura desde muy temprana edad, como lo reconoció en una entrevista en el año 2014. Ingresó en el Colegio Western para mujeres en Oxford, Ohio, y se graduó en arquitectura en la Universidad de Columbia en 1944. Mientras llevaba a cabo sus estudios en dicha universidad, trabajó con la firma Babcock & Wilcox y con Frederick John Kiesler.

### Arquitectura

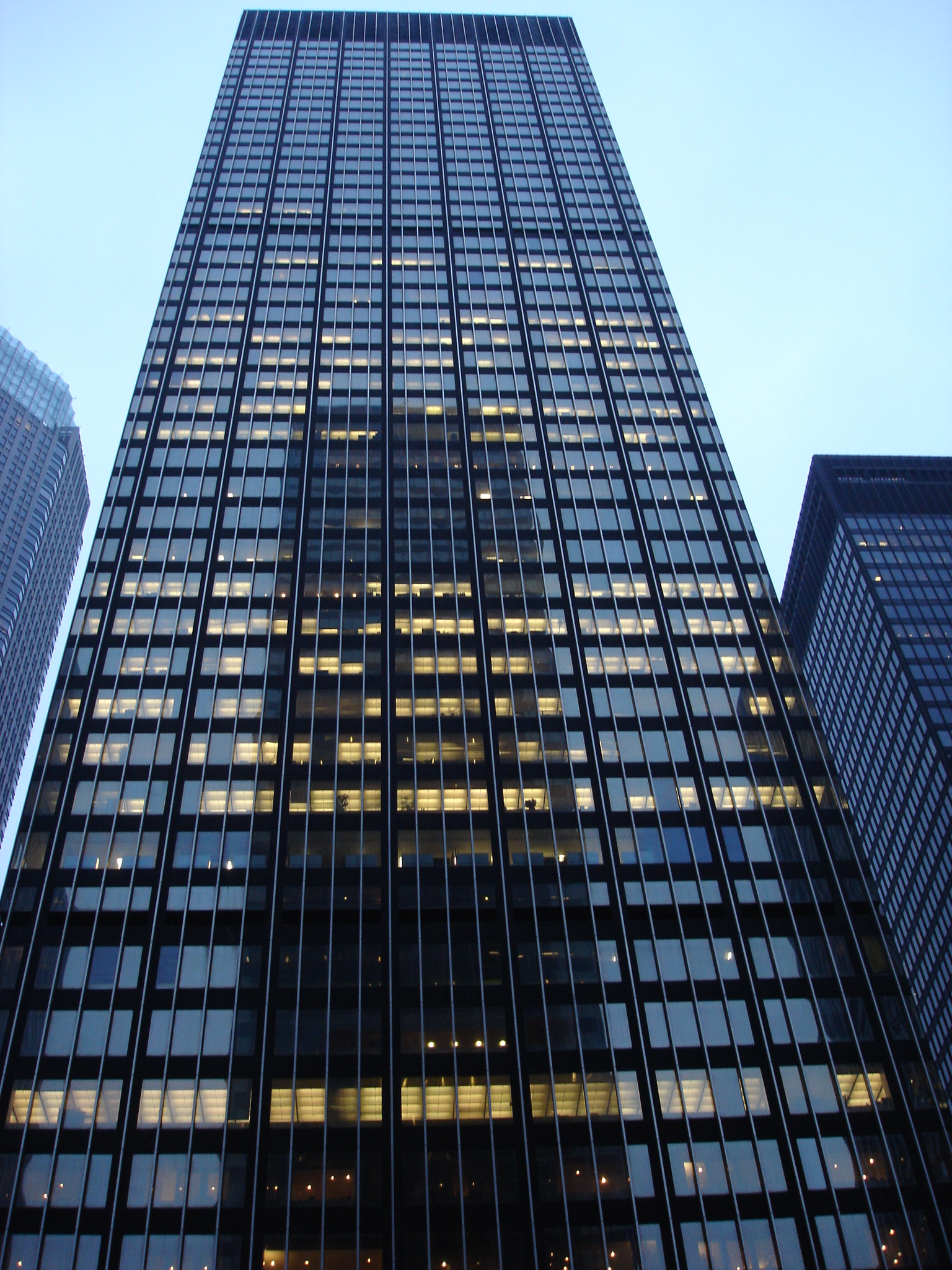
Edificio de Union Carbide diseñado por De Blois en 1961

De Blois empezó su carrera en la firma neoyorquina Ketchum, Gina y Sharpe, pero fue despedida luego de rechazar las propuestas indecentes de uno de los arquitectos masculinos, el cual ordenó que se le despidiera luego del incidente. Luego se unió a la firma Skidmore, Owings and Merrill (SOM).  Trabajando para SOM, De Blois se convirtió en una pionera en un área dominada casi completamente por hombres." Natalie empezó a diseñar proyectos de gran envergadura en Park Avenue en Nueva York, incluyendo la sede de Pepsi Cola, el rascacielos Lever House y el edificio de la Union Carbide (ahora conocido como "The Chase Building"). Trabajó con Gordon Bunshaft en el edificio de Pepsi, el cual se finalizó en 1960 y fue alabado por la crítica especializada.
Fue transferida a la sede de SOM en la ciudad de Chicago en 1962, donde continuó con el diseño de rascacielos hasta 1974. Durante su estancia en dicha ciudad, creó la fundación "Chicago Women in Architecture". Su trabajo más destacado en Chicago fue el Equitable Building.
De Blois se unió a Neuhaus & Taylor (conocido en la actualidad como 3-D International) en la ciudad de Houston, Texas, en 1974. En 1980 se inició en la docencia de la arquitectura en la Universidad de Texas, y fue miembro de la facultad de arquitectura hasta 1993.  Falleció en julio de 2013, a la edad de 92 años en la ciudad de Chicago.

## Legado
En 2014, De Blois fue reconocida y galardonada de manera póstuma por su trabajo en el diseño de la sede de Pepsi Cola y del edificio de Union Carbide, en una competencia realizada por la Beverly Willis Architecture Foundation.

## Proyectos notables
- Union Carbide Building (ahora conocido como Chase Building), 270 Park Avenue, Nueva York - Completado en 1960, diseñador senior de de Blois[11]
- New York State Building, 5 East 57th Street, Nueva York - Diseñador de la renovación de 1946
- Terrace Plaza Hotel, Cincinnati, Ohio - 1948, Coordinador de diseño
- Lever House, Nueva York - 1952, Coordinador de Diseño
- Sede de Pepsi Cola, 500 Park Avenue, Nueva York - Diseñador sénior
- Emhart Manufacturing Company Building - 1962, diseñador sénior
- Sede de Connecticut General Life Insurance Company, Bloomfield, Connecticut - 1957, diseñador sénior
- Equitable Building, Chicago[12]

## Premios
- Membresía Fulbright por el estudio de las bellas artes
- Premio Edward J. Romieniec Award, por su enseñanza en la arquitectura, por la Sociedad de Arquitectos de Texas
- Miembro de la AIA (The American Institute of Architects) (1974)[13]